# Mark Graev
Mark Iossifowitsch Grajew (em russo:  Марк Иосифович Граев; Moscou, 21 de novembro de 1922 – 22 de abril de 2017) foi um matemático russo.
Foi palestrante convidado do Congresso Internacional de Matemáticos em Moscou (1966: Theory of Representation of Groups com Alexandre Kirillov.